# 우산해저절벽
우산해저절벽(Usan Escarpment)은 울릉도 북단에 있는 해저절벽이다.

## 해양지명
수로업무법 제33조의4 제1항의 규정에 의거 해양지명위원회에서 심의·결정한 해양지명은 다음과 같다.
- 제정 해양지명 : 우산해저절벽
- 대표위치(WGS-84) : 37-41N, 130-00E에서 38-30N, 130-45E까지
- 범위 : 울릉도 북단에서 북쪽으로 이어지는 우산해곡 동쪽의 해저절벽으로 길이가 95km에 이름